# Vargeão
Vargeão är en kommun i Brasilien.   Den ligger i delstaten Santa Catarina, i den södra delen av landet, 1 300 km söder om huvudstaden Brasília. Antalet invånare är 3 535.
I omgivningarna runt Vargeão växer huvudsakligen savannskog. Runt Vargeão är det glesbefolkat, med 19 invånare per kvadratkilometer.